# ÖVP-Korruptionsaffäre

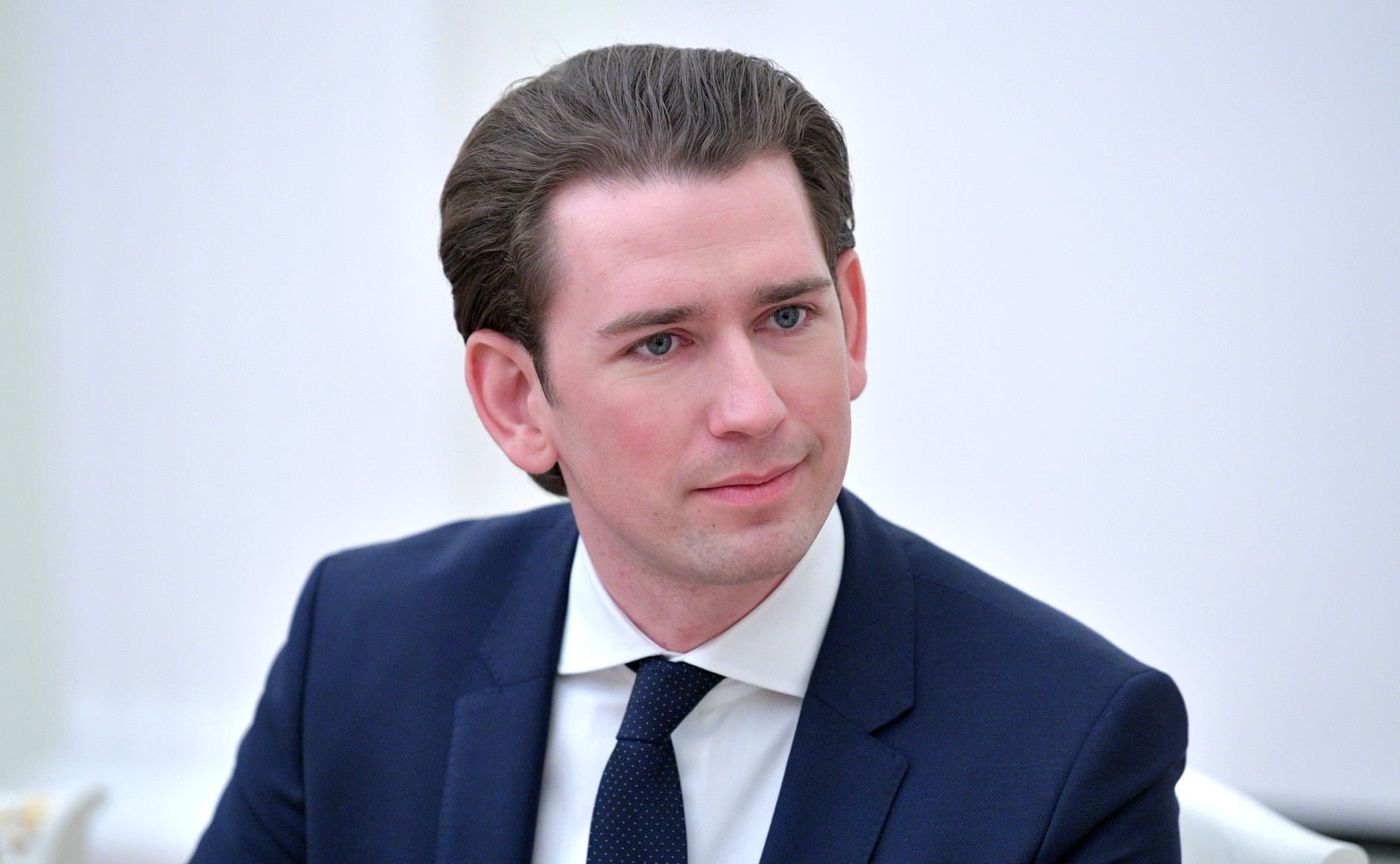
Sebastian Kurz (2018)

Die ÖVP-Korruptionsaffäre ist ein noch nicht vollständig aufgeklärter, am 6. Oktober 2021 publik gewordener politischer Skandal, in deren Mittelpunkt Mitglieder der Österreichischen Volkspartei (ÖVP), darunter der damalige Bundeskanzler Sebastian Kurz stehen. Die Affäre hatte Kurz’ Rücktritt zur Folge und führte in kurzer Abfolge zu zwei neuen Bundesregierungen (Bundesregierung Schallenberg, Bundesregierung Nehammer). In den Medien wird die Affäre auch als Umfragenaffäre oder Inseratenaffäre bezeichnet, da bei der Affäre in Boulevardzeitungen publizierte Meinungsumfragen und von ÖVP-Ministerien geschaltete Inserate eine bedeutende Rolle spielen.
Sebastian Kurz bestritt jegliches strafrechtlich relevantes Verhalten und lehnte zunächst seinen von der Opposition geschlossen geforderten Rücktritt ab. Am 8. Oktober 2021 forderte der grüne Koalitionspartner von der ÖVP eine „untadelige Person“ im Amt des Bundeskanzlers. Tags darauf verkündete Kurz seinen Rücktritt als Bundeskanzler und seinen Wechsel in die Funktion des Klubobmannes im Parlament. Kurz’ Nachfolger als Bundeskanzler wurde am 11. Oktober Alexander Schallenberg, der für die ÖVP zuvor das Amt des Außenministers bekleidet hatte.
Am 2. Dezember 2021 gab Sebastian Kurz seinen vollständigen Rückzug aus der Politik bekannt. Er begründete diesen Schritt mit der Geburt seines Sohnes.
Am 9. Dezember 2021 wurde vom Parlament der ÖVP-Korruptions-Untersuchungsausschuss eingesetzt.
In Folge der Affäre verlor die ÖVP kontinuierlich an Zustimmung und rutschte in der Sonntagsfrage von Platz 1 mitunter auf unter 20 % und Platz 3 hinter SPÖ und FPÖ ab.

## Hintergrund
Mitglieder der ÖVP um Sebastian Kurz als damaligem Außenminister sollen, beginnend mit dem Jahr 2016, rechtswidrig Budgetmittel des österreichischen Finanzministeriums genutzt haben, um gefälschte Meinungsumfragen erstellen zu lassen, damit diese in Medien der durch Inseratebuchungen bestochenen Mediengruppe Österreich zusammen mit positiver Berichterstattung platziert werden können.
Bei Eva Dichand, Herausgeberin, Geschäftsführerin und Miteigentümerin der Gratis-Tageszeitung Heute, und ihrem Ehemann Christoph Dichand, Herausgeber, Geschäftsführer und Miteigentümer der Kronen Zeitung, soll wohlwollende Berichterstattung in deren Publikationen durch ebenfalls rechtswidrig aus Budgetmitteln des Finanzministeriums geschaltete Anzeigen und des Weiteren durch Bereitschaft zur Änderung des Privatstiftungsgesetzes erlangt worden sein.
Ziel dabei soll es gewesen sein, Reichweite und Einfluss der drei großen österreichischen Boulevard-Publikationen Krone, Heute und Österreich zur Beeinflussung der öffentlichen als auch der ÖVP-parteiinternen Meinung medial zu nutzen, um Sebastian Kurz auf diesem Wege den Aufstieg zum ÖVP-Obmann und österreichischen Bundeskanzler zu ermöglichen, und seine Mitstreiter ebenfalls durch politischen Aufstieg profitieren zu lassen.
Im Jahr 2017 trat der damalige ÖVP-Parteiobmann Reinhold Mitterlehner zurück, wobei für den Rücktritt eine der gefälschten Umfragen mitverantwortlich gewesen sein soll, die der ÖVP unter Mitterlehners Führung schlechte Zustimmungswerte bescheinigte. Mitterlehners Nachfolger wurde Sebastian Kurz, der sich anschließend für Neuwahlen aussprach. Nach der Nationalratswahl 2017 wurde Kurz am 18. Dezember 2017 als Bundeskanzler angelobt.
In Folge der Untersuchung der sogenannten Ibiza-Affäre und der aus dieser resultierenden Casinos-Affäre kam es zur Beschlagnahmung mehrerer Mobiltelefone und Datenträger, darunter auch eine Netzwerkfestplatte mit Datensicherungsfunktion von Thomas Schmid, damals Generalsekretär des Finanzministeriums, später Chef der Bundesbeteiligungsgesellschaft ÖBAG. Obgleich Schmid  auf seinem Mobiltelefon zuvor alle Chatverläufe gelöscht hatte, befanden sich davon Sicherungskopien, deren Existenz ihm offensichtlich nicht bewusst war, auf seiner Netzwerkfestplatte. Die Auswertung der Chatverläufe führte zur Aufklärung der Hintergründe der ÖBAG-Bestellung Schmids und letztlich auch zu einem Ermittlungsverfahren gegen Sebastian Kurz wegen falscher Beweisaussage (§ 288 StGB) vor dem Ibiza-Untersuchungsausschuss des Parlaments.
Die weitere Auswertung der Chats führte zu den strafrechtlichen Ermittlungen im gegenständlichen Fall. Die ÖVP-Korruptionsaffäre wurde am 6. Oktober 2021 publik, nachdem die österreichische Wirtschafts- und Korruptionsstaatsanwaltschaft Hausdurchsuchungen im Bundeskanzleramt, im Finanzministerium und in der Parteizentrale der Österreichischen Volkspartei (ÖVP) durchgeführt hatte. Am nächsten Tag kam die 104-seitige „Anordnung der Durchsuchung und Sicherstellung“ der Staatsanwaltschaft unter Nennung aller zehn ursprünglich beschuldigten Personen, darunter Bundeskanzler Sebastian Kurz, in Umlauf. Kernvorwürfe sind die Delikte Untreue und Bestechung beziehungsweise Bestechlichkeit.

## „Projekt Ballhausplatz“
Die Wirtschafts- und Korruptionsstaatsanwaltschaft (WKStA) geht davon aus, dass Sebastian Kurz beginnend mit dem Jahr 2016, als er noch Außenminister war, seinen Aufstieg an die ÖVP-Parteispitze, Nationalratsneuwahlen und auf diesem Wege die Bundeskanzlerschaft angestrebt hat, wobei ihn ein Kreis enger Vertrauter bei diesen Vorhaben unterstützt haben soll. Dazu wurden Strategien mit der Bezeichnung Projekt BPO (Bundespartei-Obmann) und „Projekt Ballhausplatz“ (benannt nach dem Platz vor dem österreichischen Bundeskanzleramt) entwickelt.
Da zu diesem Zeitpunkt Reinhold Mitterlehner ÖVP-Parteiobmann war, war ein Zugriff auf die ÖVP-Parteifinanzen nicht möglich, weswegen man sich zur Finanzierung dieser parteipolitischen Ziele über Vertraute im Finanzministerium rechtswidrig unter Einsatz von Scheinrechnungen budgetärer Mittel des Finanzministeriums bedient haben soll.
Die derart erlangten finanziellen Mittel sollen unter anderem dazu verwendet worden sein, um bei der Meinungsforscherin Sabine Beinschab gefälschte Umfragen in Auftrag zu geben. Diese sollten in Verbindung mit entsprechender Berichterstattung bei der mit Inseratebuchungen bestochenen Mediengruppe Österreich medial platziert werden, mit dem Ziel dadurch sowohl die ÖVP-parteiinterne als auch die öffentliche Meinung zu beeinflussen.
Dabei soll Sophie Karmasin den Kontakt zwischen Sabine Beinschab, der ÖVP und der Mediengruppe Österreich vermittelt haben und 20 % Provision für alle dadurch von Sabine Beinschab erzielten Umsätze erhalten haben, wobei die budgetären Mittel für Beinschabs Beauftragungen vom Finanzministerium stammten, während Karmasin zumindest bis zum Jahr 2017 dem Bundesministerium für Familien und Jugend als Ministerin vorstand. In mehreren Einvernahmen offenbarte Beinschab Details zu der Inseraten- und Umfragenaffäre. Ihren Aussagen zufolge war in ihren Umfragen fast alles frisiert: die Samplegrößen (Anzahl der Befragten), die Ergebnisse innerhalb der Schwankungsbreite, aber auch ihre eigenen Interpretationen der Umfrageresultate. Sie gab zudem an, schon zu Beginn ihrer Tätigkeit beobachtet zu haben, wie Karmasin mit der SPÖ und Heute zusammengearbeitet hat. Im Hintergrund habe es damals schon Absprachen mit der SPÖ gegeben: Es seien „sehr deutlich Wünsche der SPÖ kommuniziert“ worden, „in welche Richtung die Ergebnisse zugunsten der SPÖ – beispielsweise ein paar Prozentpunkte beim Ergebnis der Sonntagsumfrage – verändert werden sollen“.
Eine der gefälschten Umfragen kommentierte Sebastian Kurz im Dezember 2016 nach Thomas Schmids Nachricht „VP 18, SP 26 und FP 35 laut Beinschab“ mit „Danke Dir! Gute Umfrage, gute Umfrage :)“.
Auf diesem Wege sollte zuerst die ÖVP unter der Führung von Reinhold Mitterlehner negativ dargestellt werden, um Sebastian Kurz zur Parteiobmannschaft verhelfen zu können, woraufhin in einem zweiten Schritt die ÖVP zur Erlangung der Kanzlerschaft unter Sebastian Kurz bei den Nationalratswahlen im Jahr 2017 in ein positives Licht gerückt werden sollte. Im Mai 2017 wurde Kurz ÖVP-Bundesparteiobmann, im Dezember 2017 wurde Kurz als Bundeskanzler angelobt.

## Strafrechtliche Vorwürfe und Beschuldigte

Rollenverteilung der Beschuldigten

Der Tatverdacht lautet auf Untreue (§ 153 StGB) und Bestechung (§ 307 StGB) beziehungsweise Bestechlichkeit (§ 304). Die Beschuldigten sollen – so die ermittelnde Behörde – zwischen 2016 und 2018 „budgetäre Mittel des Finanzministeriums zur Finanzierung von ausschließlich parteipolitisch motivierten, mitunter manipulierten Umfragen eines Meinungsforschungsunternehmens im Interesse einer politischen Partei und deren Spitzenfunktionär(en) verwendet“ haben. Die Ermittler gehen davon aus, dass der Schaden 300.000 Euro übersteigt. Daraus ergibt sich im Fall der Untreue ein Strafrahmen von bis zu zehn Jahren Haft, im Fall von Amtsträgern bis zu fünfzehn Jahren.
Als Beschuldigte geführt wird aufgrund des Verbandsverantwortlichkeitsgesetzes die juristische Person Österreichische Volkspartei. Die WKStA ist der Ansicht, dass die vermuteten Straftaten zu Gunsten der Bundespartei ÖVP begangen worden sein sollen. Die Vorwürfe betreffen neben der ÖVP nach dem Verbandsverantwortlichkeitsgesetz weiters auch folgende natürliche Personen:

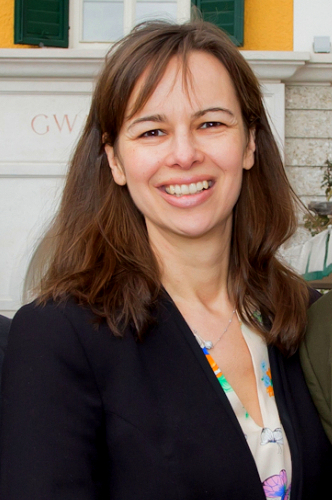
Sophie Karmasin

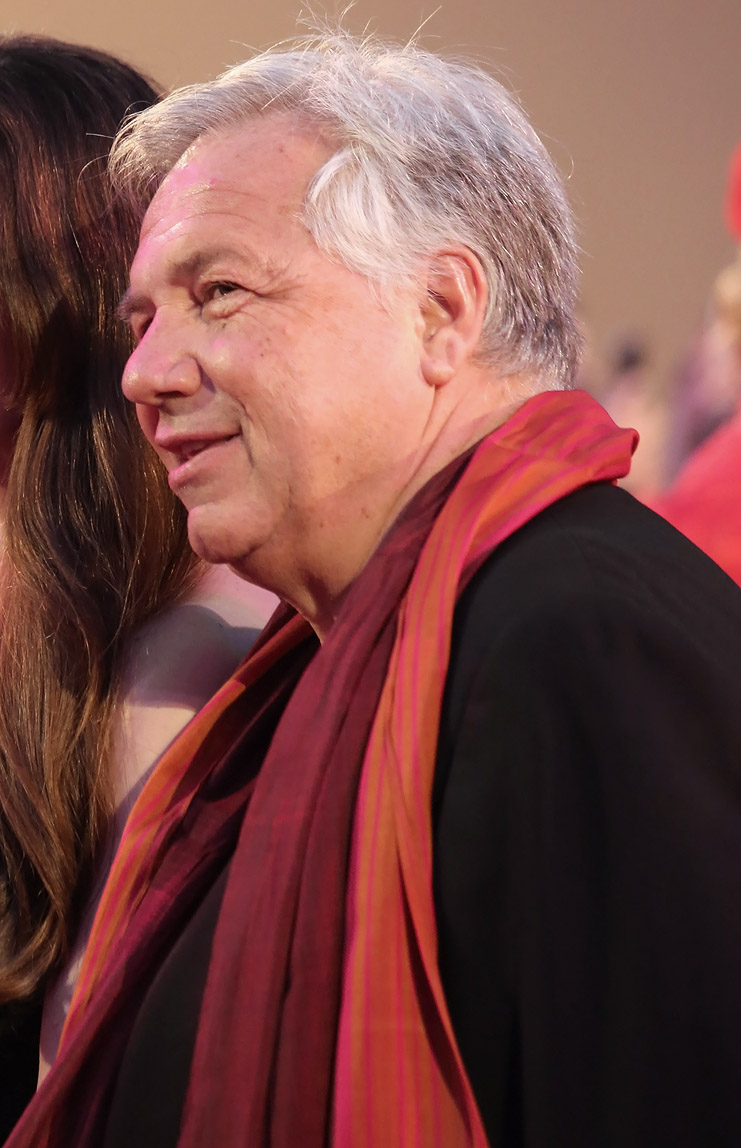
Wolfgang Fellner

1. Sebastian Kurz, Außenminister 2013 bis 2017, Bundeskanzler 2017–2019 sowie 2020–2021
2. Wolfgang Fellner, Herausgeber der Zeitung Österreich
3. Helmuth Fellner, de facto kaufmännisch Verantwortlicher der Mediengruppe Österreich, Bruder von Wolfgang Fellner
4. Thomas Schmid, damals Generalsekretär des Finanzministeriums
5. Stefan Steiner, damals Generalsekretär der ÖVP
6. Gerald Fleischmann, damals Medienbeauftragter von Sebastian Kurz, nach einer Pause seit November 2022 erneut als Kommunikationsleiter der ÖVP eingesetzt
7. Johannes Frischmann, damals Pressesprecher des Finanzministers, später des Bundeskanzlers
8. Sophie Karmasin, Meinungsforscherin, damals parteilose, von der ÖVP nominierte Familienministerin
9. Sabine Beinschab, Meinungsforscherin, Gründerin des Marktforschungsinstituts Research Affairs[25]
10. Johannes Pasquali, damals Leiter der Öffentlichkeitsarbeit im Finanzministerium[26][27]

Ursprünglich nicht zum Kreis der Beschuldigten zählte der damalige Finanzminister Hans Jörg Schelling (ÖVP). Die Staatsanwaltschaft ging nach Anfangsverdachtsprüfung davon aus, dass er keine Kenntnis von den Vorgängen hatte. Im März 2022 berichtete der ORF, dass gegen Schelling nun doch ein Verfahren geführt wird und er Beschuldigter sei. Schelling soll laut ORF Weisungen aus „sachfremden“ Motiven an Kabinettsmitarbeiter gegeben haben, um dem Unternehmer Siegfried Wolf als wichtigem Unterstützer der ÖVP Vermögensvorteile zu verschaffen".
Im März 2023 wurde bekannt, dass auch gegen das Verlegerehepaar Eva und Christoph Dichand Ermittlungen eingeleitet wurden. Eva Dichand ist Herausgeberin der Gratis-Tageszeitung Heute, Christoph Dichand ist Chefredakteur und Herausgeber der Kronen Zeitung.

## Reaktionen und Positionen
Bundespräsident Alexander Van der Bellen bat am 7. und 8. Oktober 2021 alle Vorsitzenden der im Parlament vertretenen Parteien zu Einzelgesprächen in die Hofburg, seinen Amtssitz. Einzelheiten aus den Gesprächen wurden nicht bekannt.

### Koalitionspartner
Während der Koalitionspartner der ÖVP, die Grünen, zunächst das staatsanwaltliche Verfahren gegen Bundeskanzler Kurz vom Mai 2021 als nicht ausreichend für die Aufkündigung der Regierungszusammenarbeit ansah, stellte sich die Sachlage nunmehr anders dar. Vizekanzler Werner Kogler bemerkte: „Der erste Eindruck ist verheerend – sofern er sich bewahrheitet.“ Tags darauf stellte Kogler die Handlungsfähigkeit des Kanzlers in Frage. Er und Klubchefin Sigrid Maurer luden die Klubchefs aller Oppositionsparteien zu Einzelgesprächen ein. Maurer sprach davon, dass Korruption im Raum stünde. Justizministerin Alma Zadić äußerte: „Die Ereignisse rütteln auch an den Grundfesten unserer Demokratie, und wir können jetzt nicht einfach so zur Tagesordnung übergehen.“ Als erster Grünen-Politiker forderte Markus Reiter, Bezirksvorsteher von Wien-Neubau, am 7. Oktober 2021 den Rücktritt des Bundeskanzlers. Olga Voglauer (Kärnten) konnte sich „keine weitere Koalition mit einem Kanzler Kurz vorstellen“, gefolgt von Landesrat Stefan Kaineder (OÖ), Regina Petrik (Burgenland) und Gabriele Fischer (Tirol). Den Fortbestand der Koalition unter Kurz’ Führung schloss die Bundesführung der Grünen im Laufe des 8. Oktober 2021 aus. Kogler und Maurer appellierten an die ÖVP, eine „untadelige Person“ für das Amt des Bundeskanzlers vorzuschlagen. Am 10. Oktober 2021 prognostizierte Maurer, dass Kurz nach seinem Rücktritt als Kanzler nicht zurückkommen werde. Sie schloss dies zumindest für diese Legislaturperiode aus.

### ÖVP
Ingrid Korosec, Chefin der ÖVP-Senioren, betonte, dass Kurz „das Vertrauen der Bevölkerung“ genieße. Am 7. Oktober 2021 erklärten die ÖVP-Bundesminister, auch sie würden ihre Ämter im Falle eines Kurz-Rücktritts zurücklegen. Schließlich stellten sich die ÖVP-Landeshauptleute Haslauer, Mikl-Leitner, Platter, Schützenhöfer, Stelzer und Wallner „geschlossen“ hinter ihren Parteichef und Bundeskanzler. Günther Platter, Landeshauptmann von Tirol und Vorsitzender der Landeshauptleutekonferenz, gab an, das 104-seitige Papier der WKStA nicht gelesen zu haben. Zwei seiner Kollegen, die das Papier gelesen hatten, äußerten sich differenziert. Markus Wallner (Vorarlberg) erklärte: „Wenn’s passiert ist, braucht’s Konsequenzen.“ Hermann Schützenhöfer (Steiermark) stellte fest: „Kurz genießt mein Vertrauen.“, andererseits war er auch verblüfft: „Die Härte der Vorwürfe ist unfassbar. Sie hat eine Dimension erreicht, die an die Grenzen des Möglichen heranreicht.“
Am 9. Oktober 2021 wurde die erste Rücktrittsaufforderung aus den eigenen Reihen publik: Die Tiroler Langzeit-Landesrätin Beate Palfrader meinte, es erschiene ihr „wichtiger, besser und korrekter, volle Aufklärung zu fordern“, anstatt sich bedingungslos hinter den Bundeskanzler zu stellen. Sie machte „keinen Hehl daraus, dass ich über das, was im Raum steht, sehr schockiert und tief betroffen bin“. Der Sinneswandel von Sebastian Kurz erfolgte unter anderem nach massivem Druck der Landeshauptleute.
Am Sonntag rückten weitere Landeshauptleute vom bisherigen Kanzler ab, beispielsweise Stelzer (Oberösterreich) und Schützenhöfer (Steiermark): „Der Druck ist größer geworden.“ Am deutlichsten wurde LH Markus Wallner (Vbg.): „Es gibt auch rote Linien, die man nicht übersteigen sollte.“ Er schloss einen Parteiausschluss im Falle einer gerichtlichen Verurteilung nicht aus.
Am 15. Oktober 2021 stellte der ÖVP-Ethikrat unter Waltraud Klasnic fest, dass die Wortwahl und der mangelnde Respekt in einigen öffentlich gewordenen Chats völlig unangemessen sei, auch wenn es sich um interne Äußerungen handle. Zugleich betonte der Rat, dass die Chats „ohne Beachtung von Datenschutz und Privatsphäre öffentlich gemacht“ und vielfach „aus dem Zusammenhang gerissen“ worden seien.
Im November 2022 wurde Gernot Fleischmann, der von der österreichischen Wirtschafts- und Korruptionsstaatsanwaltschaft (WKStA) nach wie vor als Beschuldigter der Untreue und Bestechlichkeit geführt wird, erneut Kommunikationsleiter der ÖVP.

### Opposition
Jörg Leichtfried (SPÖ) betonte, dass es erstmals in der Geschichte der Zweiten Republik zu einer Hausdurchsuchung im Bundeskanzleramt gekommen sei. Parteivorsitzende Pamela Rendi-Wagner erklärte sich in der ZIB 2 vom 8. Oktober bereit, bei einem Regierungswechsel Verantwortung zu übernehmen, auch als Bundeskanzlerin. Christian Hafenecker (FPÖ) sah ein „mafiöses Netzwerk innerhalb der ÖVP“. Herbert Kickl, Bundesparteiobmann der FPÖ, schloss einen fliegenden Wechsel zu einer ÖVP/FPÖ-Koalition dezidiert aus und forderte eine deutliche Wende, denn wenn die Apparate in den Ministerien dieselben blieben, ändere sich nichts.
Aus Kickls Sicht heiße es jetzt auch nicht mehr: „Kurz muss weg. Sondern Kurz ist weg.“ Douglas Hoyos, Generalsekretär der NEOS: „Spätestens seither [2016] häufen sich die Verdachtsfälle rund um illegale Parteienfinanzierung, Stimmenkauf durch Inserate und Postenschacher. Der türkisen Partie geht es nur um eines: Macht.“ Am 12. Oktober 2021 fand zum Thema eine Sondersitzung des Nationalrats statt. Die geplanten Misstrauensanträge der Oppositionsparteien gegen Sebastian Kurz waren nach dem Rücktritt des Kanzlers obsolet. Allerdings brachten bei dieser Sitzung sowohl die SPÖ als auch die FPÖ einen Misstrauensantrag ein. Während der der FPÖ sich gegen die gesamte Regierung richtete, wandte sich der der SPÖ gegen Finanzminister Gernot Blümel. Der FPÖ-Abgeordnete Michael Schnedlitz begründete den Antrag seines Klubs mit der Befürchtung, dass die Republik aus der Affäre „noch mehr Schaden nehmen würde“, weshalb er diesen Misstrauensantrag als „Notausgang“ einbrächte, während der SPÖ-Mandatar Christoph Matznetter mit der für die SPÖ vorhandenen Teilhabe Blümels am „System Kurz“, das für ihn „offensichtlich dazu bereit sei, Steuermittel für parteipolitische Zwecke zu missbrauchen“, begründete. Beide Anträge fanden keine Mehrheit.
Der Vorgänger von Sebastian Kurz, Altkanzler Christian Kern, sieht in der Affäre auch eine Mitschuld bei der SPÖ in Bezug auf die Inseratenkorruption. Der ehemalige sozialdemokratische Parteivorsitzende sprach in einem ORF-Interview im November 2021 von einer „Erbsünde der SPÖ“. Im Februar 2022 wurde bekannt, dass Meinungsforscherin Sabine Beinschab bei ihrer Einvernahme angab, dass sie während ihrer Tätigkeit für die Karmasin Motivforschung auch Wünsche der SPÖ erhalten hat.

## Mediale Rezeption
In einer ersten Analyse in der ZIB 2 vom 6. Oktober 2021 beantwortete der Politikwissenschaftler Peter Filzmaier die Frage nach dem Vergleich mit der Ibiza-Affäre: „Wenn die Vorwürfe nicht stimmen, natürlich nicht. Wenn sie stimmen, dann ist Ibiza im Vergleich eine kleine Insel im Mittelmeer. […] Hier, offen, ob die Vorwürfe stimmen oder nicht, sprechen wir von sehr konkreten, sehr schwerwiegenden strafrechtlichen Tatbeständen.“
17 Chefredakteure von Printmedien des Landes gaben eine Stellungnahme ab: „Die in den Justizunterlagen beschriebenen Zustände sind unethisch, unmoralisch und verwerflich. Medienkonsumenten wurden dadurch getäuscht, der Ruf der Medienbranche beschädigt.“ Sie distanzierten sich von den mutmaßlichen Praktiken des Hauses Fellner.
Fallweise wurde Affäre auch Österreich-Affäre genannt, da es vornehmlich um die Aufklärung von Vorkommnissen im Zusammenhang mit dem damaligen Außenminister Sebastian Kurz und seinem Umfeld sowie der Zeitung Österreich geht. Allerdings zählt auch die ÖVP als juristische Person zum Kreis der Beschuldigten. Die Mediengruppe Österreich ließ in einer Aussendung „offensichtlich schwere Missverständnisse“ seitens der Staatsanwaltschaft vermelden. Das Nachrichtenmagazin Der Spiegel schrieb vom „Ruch der Korruption“ und vom „System Kurz“, der Stern vom „verwundeten Wunderwuzzi“ mit dem Untertitel „Wie Sebastian Kurz Österreich in die Staatskrise stürzen könnte“.

### Forschung
Im Herbst 2024 veröffentlichten Wissenschaftler der Universitäten Wien und Freiburg/Fribourg (Schweiz) eine Studie, die auffällige Muster in der Berichterstattung der Mediengruppe Österreich zu Gunsten von Sebastian Kurz ab dem Zeitpunkt mutmaßlicher Absprachen im Jahr 2016 statistisch bestätigte. Die Autoren der Studie hoben allerdings hervor, dass dies keinen Beweis für solche Absprachen darstellt.

## Strafrechtliche Aufarbeitung

### Festnahme von Sabine Beinschab, Ermittlungen, Kronzeugenstatus
Am 12. Oktober 2021 wurde die Meinungsforscherin Sabine Beinschab vorübergehend festgenommen. Sie soll kurz vor den Hausdurchsuchungen im Rahmen der Korruptionsermittlungen die Festplatte ihres Computers gelöscht haben. Die Enthaftung erfolgte am 14. Oktober. Die Wirtschafts- und Korruptionsstaatsanwaltschaft beantragte keine Untersuchungshaft.
Am 29. Oktober 2021 wurde bekannt, dass Beinschab Interesse an der Kronzeugenregelung bekundet haben soll, die ihr Straffreiheit ermöglichen könnte. Dies geht aus einem Anlassbericht des Bundesamtes zur Korruptionsprävention und Korruptionsbekämpfung hervor. Laut diesem ist Beinschab bereit, „freiwillig ihr Wissen über Tatsachen und/oder Beweismittel zu offenbaren, deren Kenntnis wesentlich zur umfassenden Aufklärung einer in der Kronzeugenregelung genannten Straftat über ihren eigenen Tatbeitrag hinaus zu fördern“. Ende Juli/Anfang August 2022 wurde ihr schließlich der Status als Kronzeugin gewährt.
Im Januar 2025 wurde bekannt, dass Sabine Beinschab als Lehrerin für Informatik und Geografie in Graz ein neues Betätigungsfeld abseits der Meinungsforschung gefunden hat.

### Stellungnahme der Rechtsschutzbeauftragten
Kritik am Vorgehen der WKStA in der Inseratenaffäre übte am 14. Oktober die Rechtsschutzbeauftragte der Justiz, Gabriele Aicher. In der Beschwerde an das Oberlandesgericht bezeichnet sie die Bewilligung der Hausdurchsuchung im Medienhaus Österreich als rechtswidrig. Sie hinterfragt auch, ob die Zufallsfunde am Handy von Thomas Schmid „ohne Einhaltung der üblichen Regularien“ für eine Anzeige und somit im Akt verwertbar seien. Ende November wurde bekannt, dass Aicher sich bei der Erstellung ihrer Kritik auf eigene Kosten von der Anwaltskanzlei Ainedter „anwaltschaftlich“ beraten ließ. Aicher hatte eine kritische Stellungnahme gegen die WKStA an diverse Medien versandt, in den Metadaten des entsprechenden Dokuments scheint die Rechtsanwaltskanzlei als Ersteller auf. Die Kanzlei Ainedter vertritt auch prominente, in der Casinos-Affäre beschuldige ÖVP-Mitglieder sowie den in der kritisierten Causa selbst beschuldigten Gerald Fleischmann.

### Aufhebung der parlamentarischen Immunität von Sebastian Kurz
Durch seine Rückkehr in den Nationalrat am 14. Oktober 2021 erlangte Sebastian Kurz wieder politische Immunität als Parlamentarier. Durch politische Immunität geschützt sind in Österreich Mitglieder der gesetzgebenden Körperschaften, nicht aber Regierungsmitglieder. Daher ruhten zunächst die ihn betreffenden Ermittlungen. „Sebastian Kurz tritt die Flucht in die parlamentarische Immunität an“, hatte der FPÖ-Obmann Kickl bereits am 9. Oktober 2021 befürchtet. Die WKStA beantragte bereits am Tag nach Kurz’ Angelobung seine Auslieferung. Alle im Parlament vertretenen Parteien, auch die ÖVP, erklärten, diesem Antrag zustimmen zu wollen. Die SPÖ-Mandatarin Selma Yildirim kritisierte jedoch eine Woche später, dass die ÖVP die Einberufung des Immunitätsausschusses verzögere und Terminvorschläge abgelehnt habe.
Am 16. November 2021 leitete der Immunitäts-Ausschuss das Verfahren ein. Der Nationalrat entschied am 18. November 2021 einstimmig, Kurz’ Immunität aufzuheben.

### Verurteilung von Sophie Karmasin
Im Mai 2023 wurde die frühere Familienministerin Sophie Karmasin wegen verbotener Absprachen (nach ihrer Ministerzeit) nicht rechtskräftig zu einer bedingten Freiheitsstrafe von 15 Monaten verurteilt. In einem weiteren Anklagepunkt (wegen Betrugs aufgrund zu Unrecht bezogener Fortzahlung von Bezügen) wurde sie nur deshalb freigesprochen, weil sie die Beträge rechtzeitig zurückbezahlt hatte. Der Oberste Gerichtshof bestätigt das erstinstanzliche Urteil im Wesentlichen, senkte jedoch das Strafmaß auf zehn Monate. Das Urteil ist rechtskräftig.

### Schadenersatzforderungen der Republik Österreich
Im Oktober 2024 hat sich die Finanzprokuratur als Anwältin der Republik Österreich dem von der WKStA geführten Ermittlungsverfahren im ÖVP-Korruptionsskandal als Privatbeteiligte angeschlossen, um Schadenersatzansprüche gegenüber Thomas Schmid, Johannes Pasquali und Sabine Beinschab gelten zu machen. Die Finanzprokuratur vertritt die Ansicht, dass vom Finanzministerium unter Schmid als Generalsekretär und Pasquali als Leiter der Öffentlichkeitsarbeit getragenen Ausgaben für bei Beinschab beauftragte Marktforschungsstudien und in Medien geschaltete Inserate nicht der Republik Österreich zugutegekommen seien, sondern der ÖVP unter Sebastian Kurz. Eingefordert werden von Schmid und Pasquali 2,75 Millionen Euro, von  Beinschab 287.400 Euro.

## Politische Aufarbeitung
Dem Rückzug von Sebastian Kurz aus der Politik am 2. Dezember 2021 folgten innerhalb weniger Stunden der Rücktritt des Bundeskanzlers und des Finanzministers. Parallel dazu wurden Korruptionsvorwürfe gegen hohe Funktionäre der Vorarlberger Volkspartei bekannt und Korruptionsvorwürfe gegen den von der ÖVP gestellten EU-Kommissar Johannes Hahn.

### Rücktritte im Zuge der Affäre
Nachdem Sebastian Kurz am 9. Oktober 2021 bereits als Bundeskanzler zurückgetreten war, aber ÖVP-Obmann blieb und Klubobmann seiner Partei im Nationalrat wurde, trat er am 2. Dezember 2021 auch von diesen Funktionen zurück. Er führte als Begründung vorrangig die Geburt seines ersten Sohnes an. Für die Opposition waren die Gründe anders gelagert: So war für SPÖ-Chefin Pamela Rendi-Wagner der Druck auf Sebastian Kurz „so groß geworden, dass er die Konsequenz selbst gezogen hat“, auch für FPÖ-Chef Herbert Kickl wurde der Druck auf Sebastian Kurz zu groß. NEOS-Generalsekretär Douglas Hoyos sprach von einem „längst überfälligen Schritt“.
Nach dem Rücktritt Kurz’ traten am selben Tag der bisherige Finanzminister Gernot Blümel, der in die Casinos-Affäre verwickelt ist, und Kurz’ Nachfolger als Bundeskanzler Alexander Schallenberg von ihren Ämtern zurück bzw. stellten diese zur Verfügung. Bei der darauffolgenden großflächigen Umbildung der ÖVP-Regierungsmannschaft, in der auch Bildungsminister Heinz Faßmann sein Amt verlor, forderten Teile der Opposition unmittelbare oder zeitverzögerte Neuwahlen: Für Herbert Kickl führte in einer Pressekonferenz „kein Weg“ an diesen vorbei, während Rendi-Wagner in einem Interview in einer ZiB spezial am 3. Dezember der Regierung eine 7-tägige Frist gab, um aus der „vierten Welle“ der Covid-19-Pandemie in Österreich „hinauszukommen“.
Allerdings sprach auch sie sich für Neuwahlen aus, die spätestens im Jänner in die Wege geleitet werden sollten. Auch NEOS-Chefin Beate Meinl-Reisinger sprach sich für Neuwahlen im Jahr 2022 aus.

### Untersuchungsausschuss
SPÖ, FPÖ und NEOS bestätigten am 10. Oktober 2021, dass der Skandal Thema eines neuen Untersuchungsausschusses des Nationalrates sein werde. Es werde „voraussichtlich nicht nur um die Korruptionsvorwürfe gehen, sondern auch um den in den Chats bekanntgewordenen Umgangston“. Untersucht werden soll der Zeitraum vom 18. Dezember 2017 bis 11. Oktober 2021. Am 9. Dezember 2021 wurde der Untersuchungsausschuss eingesetzt, von den 13 Ausschussmitgliedern gehören fünf der ÖVP, drei der SPÖ und je zwei FPÖ und Grünen an. NEOS ist mit einem Mandatar vertreten. Ausschussvorsitzender ist Nationalratspräsident Wolfgang Sobotka (ÖVP), dem als Präsident des Alois-Mock-Instituts vom politischen Gegner Befangenheit vorgeworfen wurde.

### Revision im Finanzministerium
Der Präsident der Finanzprokuratur, Wolfgang Peschorn, stellte nach der internen Untersuchung im BMF fest: „Die Verdachtsmomente der WKStA haben sich leider nicht entkräften lassen.“ Überprüft wurden insgesamt 28 Studien, die von der Kommunikationsabteilung des Ministeriums in Auftrag gegeben wurden, davon 13 bei Sabine Beinschab. In keinem Fall gab es eine Ausschreibung, in 26 Fällen fanden sich die Studienergebnisse nicht im Akt. In zwei Fällen waren die Studien auch auf Nachfrage nicht aufzufinden – zu Nulldefizit und Steuerentlastung, beides Beinschab-Aufträge. Die Untersuchung ergab explodierende Kosten für Studien und Inserate – darunter für Fellner-Medien von 686.500 im Jahr 2016 auf 1,265.600 Euro pro Jahr 2020. Der ORF sprach von einem „vernichtenden Urteil“, Finanzminister Magnus Brunner von einem „Strukturversagen“. Er führte aus: „Die Untersuchung hat Defizite aufgezeigt, die dem Selbstbild eines modernen und effektiven Verwaltungsapparates entgegen stehen […]. Es braucht transparente Vergabeprozesse und wir werden die Ausgaben für Inserate zurückfahren.“ Der neue Minister will gegebenenfalls veruntreute Steuergelder zivilrechtlich zurückfordern.
Der Bericht wird an die Justiz weitergeleitet.

## Folgen der Affäre
Direkte Folge des Auffliegens der Chats war das Ende der politischen Karriere von Sebastian Kurz, indirekt auch die seines engen Vertrauten Gernot Blümel, im Finanzministerium sowie der Absturz der ÖVP in der Wählergunst. Zugleich brach das Vertrauen der Österreicher in die Politik generell ein, es sank auf das „Niveau von Rumänien“. Laut einer Umfrage des Sora-Instituts gehen 41 Prozent der Befragten davon aus, dass „das, was die Chats rund um Ex-ÖVP-Chef Sebastian Kurz gezeigt haben, typisch für alle Parteien ist“.
Wenige Monate nach dem Rücktritt des Kanzlers legten auch seine beiden Medienbeauftragten Gerald Fleischmann und Johannes Frischmann ihre Funktionen zurück.
Das Institut für Höhere Studien stellte im Oktober 2021 die Zusammenarbeit mit Sophie Karmasin bis zur Klärung der Vorwürfe ruhend. Karmasin war dort in einem von ihr nach Beendigung ihrer Tätigkeit als von der ÖVP nominierte Familien- und Jugendministerin mitgegründeten „Kompetenzzentrum für Verhaltensökonomik“ mit der Bezeichnung „Insight Austria“ tätig.
Der ÖVP-Korruptions-Untersuchungsausschuss („Untersuchungsausschuss betreffend Klärung von Korruptionsvorwürfen gegen ÖVP-Regierungsmitglieder“) wird am 9. Dezember 2021 vom österreichischen Nationalrat eingesetzt.
Johannes Pasquali wurde im Jänner 2022 nach der im österreichischen Finanzministerium durchgeführten internen Revision auf Anraten der Finanzprokuratur vom Finanzministerium mit dem Verweis auf Dienstverfehlungen gekündigt.
In der von Reporter ohne Grenzen erstellten Rangliste der Pressefreiheit verschlechterte sich Österreich 2022 um 14 Plätze von Rang 17 auf 31. Als Gründe wurden unter anderem bezahlte Umfragen in Boulevardmedien und eine Politik, die durch Korruption und Bestechung geprägt sei, genannt.

### Rücktritt von Presse-Herausgeber Rainer Nowak
Im November 2022 wurden Chats zwischen Thomas Schmid und Rainer Nowak, dem Herausgeber und Chefredakteur der Tageszeitung Die Presse, über eine mögliche Position Nowaks als ORF-Generaldirektor publik. Die Chats wurden in einem Bericht der WKStA dokumentiert. Aus den Chatauszügen ging hervor, dass Nowak sich Unterstützung von Schmid erhoffte, um eine Führungsposition im ORF zu übernehmen. Schmid schrieb etwa: „Jetzt du noch ORF-Chef. Alter – dann geht’s aber ab. Danke für alles.“ Nowak antwortete: „Ehrensache. Jetzt musst du mir bitte beim ORF helfen.“ Schmid: „Unbedingt.“ Darüber hinaus gab Nowak Schmid Formulierungstipps für die Kommunikation mit der Presse-Redaktion. Am 11. November 2022 trat Rainer Nowak daraufhin als Chefredakteur, Herausgeber und Geschäftsführer der Presse zurück.

### Rücktritt von ORF2-Chefredakteur Matthias Schrom
Durch einen Bericht der Wirtschafts- und Korruptionsstaatsanwaltschaft im Zusammenhang mit Chats zwischen Thomas Schmid und Presse-Herausgeber Rainer Nowak wurden im November 2022 auch Chats zwischen ORF 2-Chefredakteur Matthias Schrom und dem damaligen Vizekanzler Heinz-Christian Strache öffentlich, die die inhaltliche Ausrichtung des ORF und parteipolitisch motivierte Personalbesetzungen beim ORF zum Gegenstand hatten, und in weiterer Folge zum Rücktritt Schroms führten.